# Макарий (Гневушев)
Епископ Мака́рий (в миру Михаи́л Васи́льевич Гне́вушев; сентябрь 1858, село Репьёвка, Симбирская губерния — 4 сентября 1918, Смоленск) — епископ Русской православной церкви, епископ Вяземский, викарий Смоленской епархии.
Причислен к лику святых Русской православной церкви в 2000 году.

## Биография
Учился в Ардатовском духовном училище и Симбирской духовной семинарии (1878). В 1882 году окончил Киевскую духовную академию со степенью кандидата богословия (за работу об Александрийской церкви).
С 1882 года — преподаватель Киевско-Подольского духовного училища.
С 1883 года — наставник в Острожской учительской семинарии.
С 1885 года — преподаватель Киевского женского училища.
С 1890 года — преподаватель Киевской духовной семинарии. Прославился яркими проповедями и миссионерской деятельностью. В 1902 году был инициатором создания «Киевского педагогического общества взаимной помощи».
Придерживался правых политических взглядов. Принимал деятельное участие в монархическом движении в Киеве, являлся одним из лидеров черносотенного движения, в 1906—1908 годах был членом совета Киевского отдела Русской монархической партии (РМП), членом Киевского отдела Русского собрания. Выступал с резкими антисемитскими заявлениями. В 1906—1907 годах — руководитель Киевского союза русских рабочих.

### Архимандрит и правый политик
В 1908 году, вскоре после смерти жены, принял монашество с именем Макарий. В этом же году был возведён в сан архимандрита и назначен настоятелем в Москву в Высоко-Петровский монастырь.
Принял активное участие в монархическом движении в Москве, стал ближайшим сподвижником председателя Русского монархического союза протоиерея Ивана Восторгова. Принимал участие в создании Братства Воскресения Христова, был членом правления братства. Был членом правления Русского Монархического Собрания, в котором часто выступал с докладами.
В 1909 году переведён настоятелем в Новоспасский монастырь в Москве. Большое внимание уделял организации общенародного пения во время богослужений, считая его средством повышения интереса прихожан к посещению храмов и борьбы с влиянием сектантов. Провёл капитальный ремонт Никольского храма монастыря, в ходе которого к нему был пристроен обширный зал. Такое обращение с памятником архитектуры вызвало жесткую критику со стороны Императорского Московского археологического общества. В ответ заявил, что среди археологов «ревность по „археологическим подробностям“ нередко доходит до своего рода идолопоклонства пред каждым древним кирпичом или каждой архитектурной завитушкой». Его деятельность в качестве настоятеля монастыря неоднократно критиковалась в газетах, на архимандрита подавали жалобы в Синод (в том числе с обвинениями в растрате монастырских денег и финансовых махинациях), но безрезультатно.
Был членом организационного комитета по созыву Съезда русских людей в Москве в сентябре-октябре 1909 года, выступал с приветственной речью при его открытии. В мае 1912 года — товарищ председателя Пятого Всероссийского съезда русских людей в Петербурге. В 1912 году — председатель предвыборного комитета правых партий в Москве по выборам в IV Государственную думу.

### Епископ
11 июля 1914 года был хиротонисан во епископа Балахнинского, викария Нижегородской епархии.
В ноябре 1915 года выступал на совещании монархистов в Петрограде, был избран в состав Совета монархических съездов.
С января 1917 года епископ Орловский и Севский. 26 мая того же года уволен на покой по прошению, с назначением «управляющим, на правах настоятеля, Вяземским Спасо-Преображенским монастырем Смоленской епархии».
12 августа 1918 года назначен епископом Вяземским, викарием Смоленской епархии.

### Арест и мученическая кончина
22 августа 1918 года был арестован и отправлен в тюрьму Смоленска. 4 сентября 1918 года по обвинению в «организации белогвардейского восстания» расстрелян чекистами в пригороде Смоленска. По воспоминаниям его дочери, четырнадцать приговорённых к смерти были доставлены в пустынное место за Смоленском и построены спиной к свежевырытой могиле. Палач подходил к каждому и производил выстрел в лоб. Владыка, находясь в конце шеренги, с чётками горячо молился за каждого из казнимых. Он был застрелен последним.

## Канонизация и почитание
Реабилитирован 14 апреля 1993 года Прокуратурой Смоленской области.
Имя епископа Макария было внесено в черновой поимённый список новомучеников и исповедников российских при подготовке канонизации, совершённой РПЦЗ в 1981 году. Однако сама канонизация не была поимённой, а список новомучеников был издан только в конце 1990-х годов.
Причислен к лику святых новомучеников и исповедников Российских на Юбилейном Архиерейском соборе Русской православной церкви в августе 2000 году для общецерковного почитания.
29 июня 2018 года в рамках предстоящего празднования 1030-летия Крещения Руси в администрации Смоленской области обсуждалось предложение о присвоении в Вязьме одной из площадей имени епископа Макария. По итогу 17 июля 2018 года в Вязьме часть улицы Докучаева, выходящая на сторону Иоанно-Предтеченского женского монастыря по решению депутатов была переименована в площадь священномученика Макария. Из-за неоднозначности фигуры епископа Макария данное решение вызвало значительный общественный резонанс среди жителей города. В итоге 29 октября того же года постановлением прокуратуры решение о переименовании было отменено в связи с незаконностью данного решения.

## Труды
- Историческая записка о состоянии находящегося под высочайшим покровительством е. и. в. государыни императрицы Киевского женского училища духовного ведомства в течение первого двадцатипятилетия его существования. — Киев: тип. В. Давиденко, 1890. — 77 с.
- Успехи православной миссии в Америке. — Киев: С.В. Кульженко, 1891. — 7 с.
- Соображения об устройстве второклассных с учительскими курсами церковно-приходских школ. — Киев: тип. С.В. Кульженко, 1895. — 37 с.
- Пред лицом войны тяжелой : [Обращение к народу]. — Киев: тип. Имп. ун-та св. Владимира АО печ. и изд. дела Н.Т. Корчак-Новицкого, 1904. — 16 с.
- Доклад члена Совета Киевской русской монархической партии М.В. Гневушева, читанный в Киевском отделе Русского собрания 3 июля 1906 г.. — Киев: тип. И. Крыжановского и В. Авдюшенко, 1906. — 14 с.
- Константин Петрович Победоносцев : [Некролог 1827-1907]. — Киев: тип. Имп. Ун-та св. Владимира, 1907. — 23 с.
- Сила веры. Ужас неверия. — М.: Русская Печатня, 1910. — 16 с.
- Крепостное право на Руси и освобождение крестьян от крепостной зависимости. — Санкт-Петербург: Училищ. при Св. синоде совет, 1911. — 60 с.
- Общенародное церковное пение и его значение для православной церкви вообще и в особенности для западно-русского православия. — Вильна: тип. "Рус. почин", 1912. — 23 с.